# Ödlingsträsket
Ödlingsträsket är en sjö i Jokkmokks kommun i Lappland och ingår i Luleälvens huvudavrinningsområde. Sjön är 4,5 meter djup, har en yta på 0,12 kvadratkilometer och befinner sig 194,4 meter över havet. Sjön avvattnas av vattendraget Bredträskbäcken (Költräskbäcken).

## Delavrinningsområde
Ödlingsträsket ingår i det delavrinningsområde (736677-172985) som SMHI kallar för Utloppet av Költräsket. Medelhöjden är 200 meter över havet och ytan är 44,55 kvadratkilometer. Det finns inga avrinningsområden uppströms utan avrinningsområdet är högsta punkten. Bredträskbäcken (Költräskbäcken) som avvattnar avrinningsområdet har biflödesordning 3, vilket innebär att vattnet flödar genom totalt 3 vattendrag innan det når havet efter 117 kilometer. Avrinningsområdet består mestadels av skog (47 procent) och sankmarker (30 procent). Avrinningsområdet har 6,72 kvadratkilometer vattenytor vilket ger det en sjöprocent på 15,1 procent.